# Дубровачка Матица српска
Дубровачка Матица српска је после Матице српске, која је основана у Пешти 16. фебруара 1826. године најстарија књижевна, културна и научна институција српског народа, основана у Дубровнику 1. августа 1909. Потреба националне хомогенизације, просвјећивања Срба у Дубровнику, као и издавања књига дубровачких писаца, били су основни разлози за формирање оваквог Друштва. Књижевно и културно друштво одиграло је огромну улогу у процвату науке и културе Срба обе вероисповести у Дубровнику. Рад Матице престао је 1941. а Матица је поновно основана, од стране Владе и Скупштине Републике Српске Крајине у прогонству 1. августа 2009. године са сједиштем на Магистратском тргу у Земуну.

## Историја
Матица Српска у Дубровнику основана је 1. августа 1909. као задужбина трговца Константина Вучковића. Дубровачка православна црквена општина купила је 1907. зграду Дубровачке народне штионице и намијенила је за сједиште Матице. Управу Матице сачињавало је Туторство српско-православне црквене општине у Дубровнику. Уз свештенике Туторство црквене општине чинили су  трговци, посједници и адвокати. Управа Матице српске била је председник Никола Бабић, секретари др Стијепо Кнежевић и др Франо Кулишић, чланови : поп Саво Барбић, Јово Берберовић, Јово Бердовић, Саво Вулетић, Јово Герун, Михаил Милишић и Милан Тројановић.
Под притиском Аустроугарске Матица је била замрла 1914. године, у Краљевини Југославији је била "мртво слово на хартији" до 1936. Дубровачка матица српска се интелигентно супротстављала Хрватизацији Срба католика у Дубровнику и читавом залеђу, у чему није имала подршку просветних установа Краљевине Југославије. Чланови Матице су били противници припајања Дубровника Бановини Хрватској, али су исто тако били противници и припајања других српских етничких простора.
Издавала је књиге Срба примораца: Ива Војновића, Марка Цара, Ива Ћипика, Данила Петрановића, Светозара Ћоровића, Вида Вулетића Вукасовића, Вица Адамовића, Божа Ловрића и других. У својој молби Иво Војновић је истакао:
"Ево Вам новога дјела ... гдје моли Матицу Српску отаџбине своје, не би ли га она овјенчала признањем и надарила наградом која ће га помоћи да и даље ради на част Дубровника и Српства."
По мишљењу др Ирене Арсић Матица српска у Дубровнику је окупила као своје сараднике, писце и приређиваче, најзначајније личности свога доба. Српска књижевна задруга, Матице српске у Новом Саду и Дубровнику поклањале су своја издања Српској зори за задружне књижнице. Матица је од 1909. до 1914. године објавила 16 књига ( приповијетке, литерарно-историјске расправе, драме, пјесме и пољопривредна дјела) и формирала библиотеку од 4.000 књига. Своју библиотеку Матици је завјештао Рафо Марић, угледни Србин католик. Данило Петрановић је саставио споменицу Доситеју Обрадовићу о 100-годишњици смрти (изашла 1911. у Малој библиотеци). У предговору Петрановић је истакао да се овим издањем Матица српска у Дубровнику придружује обиљежавању јубилеја од стране свих српских културних и просвјетних друштава. Управа Матице је у Београду на Видовдан 1914. године присуствовала постављању споменика Доситеја Обрадовића. По повратку у Дубровник били су ухапшени. За вријеме Првог светског рата рад Матице је обустављен а прегаоци похапшени.  Др Франо Кулишић умро је 1915. године у интернацији у Аустрији, а његове кости су пренете у родни крај Дубровник, током свечаности 1937. године.

## Рад Матице
Управа је бирала књижевни одбор који је давао мишљење о дјелима и награде, и именовала једног књижевника за секретара књижњвног одјељења Матице. Секретар је водио бригу о штампању свих издања и водио је библиотеку. Правилник је донијет 21. априла 1909. Књиге су биле коришћене у библиотеци, осим ако секретар или Управа нису дозволи некоме да уз реверс добије књигу ван библиотеке. Секретар Матице, др Франо Кулишић, бечки доктор филозофије, био је библиотекар Богишићеве библиотеке у Цавтату. Матица је преузела просторије и књиге Народне штионице, и због тога била настављач ове угледне патриотске и културне институције. Матица је објављивала своја издања у двије едиције: 
- Редовна издања и
- Мала библиотека Матице српске.

Циљеви Матице српске у Дубровнику између осталог били су:
- издавање српских књига искључиво ћирилицом и издавање периодичних листова за наставу, просвјету и привреду, куповање књижевних рукописа и старина за издавање за свој рачун;
- награђивање књига и чланака;
- ширење издатих и награђених књига било поклањањем или продавањем уз нижу цијену;
- оснивање библиотеке Матице српске, приступачне свима у Дубровнику;
- помагање из закладних прихода школских установа и ученика.

Матица Српска у Дубровнику своје свечане сједнице и предавања приређивала је у просторијама Дубровачког Српског Пјевачког друштва „Слога". У свечаној дворани „Слоге" Матица је одржала предавања о Руђеру Бошковићу, Вуку Караџићу, Пушкину и другима. На дан 300-те годишњице смрти Ивана Гундулића 8. децембра 1938. приредила је свечану сједницу, на којој је проф. С. Бурина одржао предавање о Гундулићу.

## Обнова рада Матице
На стогодишњицу оснивања Матица је обновљена 3. августа 2009. на скупштини у Београду. На иницијативу др Петра Милосављевића, на скупу националних прегалаца обновљен је рад Матице. Привремено сједиште Матице је у Београду. Научни скуп Љетопис Матице српске у Дубровнику одржан је 24. априла 2010. у Земуну. Издавачка кућа Мирослав издала је заједно са обновљеном Матицом фототипска издања Матице српске објављених у Дубровнику од 1909. до 1914. и зборник радова Љетопис Матице српске у Дубровнику књига I и II. У Дому Војске у Београду 3. јуна 2010. представљена су фототипска издања Матице српске у Дубровнику. Матица припрема научни скуп и Зборник о Србима муслиманима.